# Fred Lipsius
Fred Lipsius (* 19. listopadu 1943, Bronx, New York, Spojené státy) byl původní saxofonista a aranžér jazz rockové skupiny Blood, Sweat & Tears, ve které byl v letech 1967 až 1971. Mimo BS&T spolupracoval také s umělci jako Simon & Garfunkel, Janis Joplin, Thelonious Monk, Zoot Sims, Eddie Gomez, Al Foster, Larry Willis, Randy Brecker nebo českým hudebníkem George Mrazem a mnoha dalšími jazzovými hudebníky. V současné době vyučuje na Berklee College of Music v Bostonu v Massachusetts.